# 暗阔嘴蜂鸟
，是雨燕目蜂鸟科的一种鸟类，是暗阔嘴蜂鸟属的唯一一种。
暗阔嘴蜂鸟体重约4克，翼长约56.1毫米，嘴峰长约23.4毫米，喙宽度约2.3毫米，喙厚度约1.9毫米，跗蹠长约4.3毫米，尾长约32.6毫米。暗阔嘴蜂鸟在其分布区内为留鸟，其栖息在半开放的灌木丛中，食性为草食性，主要食物来源是植物的花蜜。
暗阔嘴蜂鸟分布于墨西哥中部米却肯州至瓦哈卡州的山区。该物种是单型物种，没有亚种分化。